# Guadarfia
Guardafia va ser l'últim cap guanxe de l'illa de Lanzarote. Fill del cap Zonzamas i Fayna. Durant la conquesta de Lanzarote el 1402 va pactar la pau amb Jean de Béthencourt. Poc després el pacte va ser traït pels normands, que van capturar nombrosos esclaus entre la població nadiua per a dur-los a la cort de Castella. Va ser capturat primer per Berthin de Beneval i després per Gadifer de la Salle, aconseguint escapar en les dues ocasions. En 1404 es va rendir davant la sagnant repressió de Gadifer i es va convertir al cristianisme. Posteriorment participaria en la conquesta de la veïna illa de Fuerteventura. La seva filla Teguise va contreure matrimoni amb Maciot de Bethencourt, hereu de l'illa.